# Новоурсаєвська сільська рада
Новоурса́євська сільська рада (рос. Новоурсаевский сельский совет) — муніципальне утворення у складі Бакалинського району Башкортостану, Росія. Адміністративний центр — село Новоурсаєво.
Станом на 2002 рік існували Нагайбаковська сільська рада (село Нагайбаково, присілки Батрак, Івановка) та Новоурсаєвська сільська рада (село Новоурсаєво, присілки Муслюмінка, Нові Уси, Петровка).

## Населення
Населення — 667 осіб (2019, 804 у 2010, 1062 у 2002).

## Склад
До складу поселення входять такі населені пункти:
| Населений пункт      | Населення, осіб (2002) | Населення, осіб (2010) |
| -------------------- | ---------------------- | ---------------------- |
| Батрак, село         | 107                    | 39                     |
| Івановка, присілок   | 45                     | 11                     |
| Муслюмінка, присілок | 2                      | 0                      |
| Нагайбаково, село    | 384                    | 317                    |
| Нові Уси, присілок   | 13                     | 8                      |
| Новоурсаєво, село    | 495                    | 418                    |
| Петровка, присілок   | 16                     | 11                     |